# Deutsche Rallye Serie

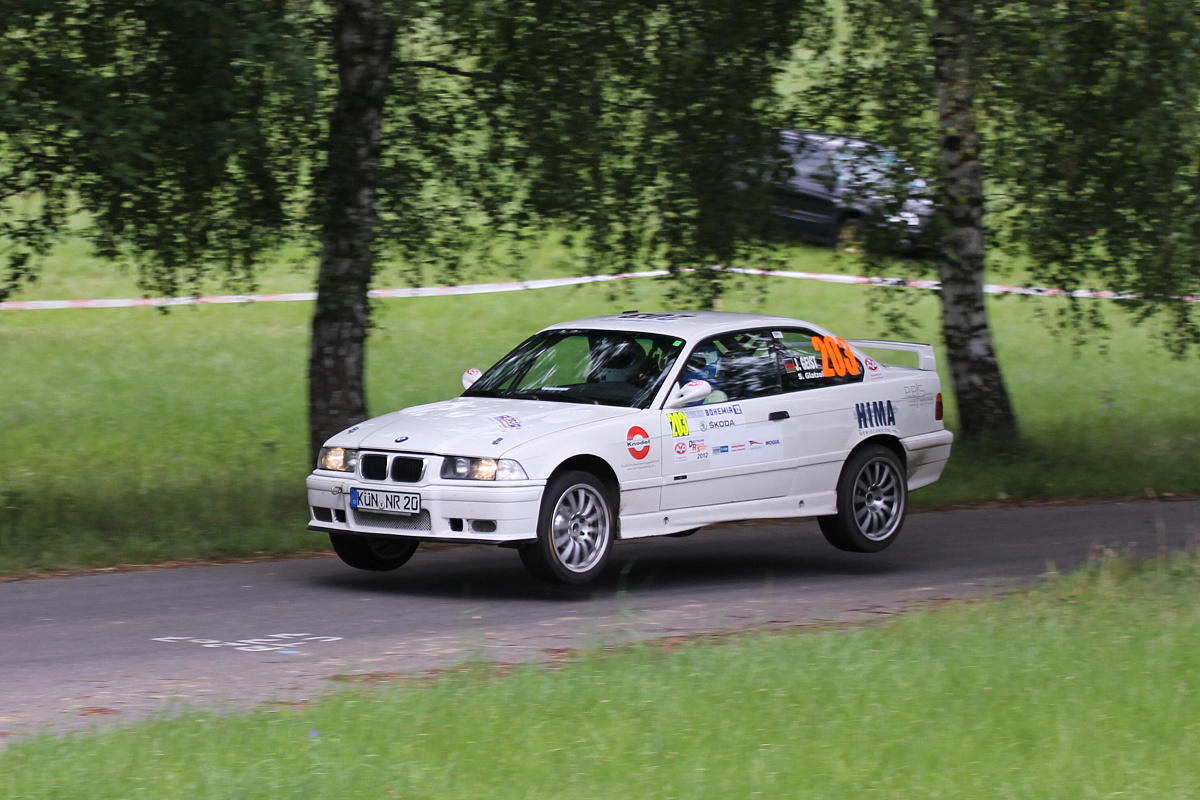
Jürgen Geist, s BMW M3 E36 na Rally Bohemia 2012, následující rok získal Geist v DRS titul

Deutsche Rallye Serie (DRS) byla německá národní rallye série. Série byla poprvé uspořádána v roce 2006, kdy nebylo vypsáno Mistrovství Německa v rallye, a jako alternativní soutěž pokračovala až do roku 2014.

## Podmínky účasti a systému hodnocení
Pro účast v DRS byli způsobilí jezdci a týmy s mezinárodní licencí C nebo R, s národní EU-profi-licencí nebo s národní licencí Německé federace pro motorsport (DMSB) na úrovni A nebo s odpovídající licencí FIA. Účastnit se mohli rovněž spolujezdci s licencí DMSB C.
Startovat mohla vozidla FIA skupiny A, N, Super 2000, Super 1600, GT2 a GT3. Dále byla povolena vozidla DMSB skupin F, G, H, AT-G, CTC, CGT, historické závodní automobily a při některých podnicích také vozy World Rally Cars.
Nejlepší jezdci obdrželi body podle schématu 10-8-6-5-4-3-2-1. Kromě toho byly body uděleny top 10 jezdcům ve svých příslušných třídách podle schématu 20-15-12-10-8-6-4-3-2-1 za předpokladu, že se této třídy účastnili alespoň tři závodníci. Při menším počtu účastníků v dané třídě byli hodnoceni jezdci v další vyšší třídě. Pokud sloučení třídy již nebylo možné, obdrželi jezdci pouze poloviční skóre. Při první účasti v sezoně se každému jezdci připisovalo deset bodů. Do bodování byly zahrnuty výsledky maximálně šesti podniků. Při stejném bodové hodnocení několika jezdců rozhodovala lepší jednotlivá umístění.

## Kalendář podniků
| Rallye                   |                          | 2006        | 2007       | 2008        | 2009           | 2010           | 2011          | 2012          | 2013         | 2014       |
| ------------------------ | ------------------------ | ----------- | ---------- | ----------- | -------------- | -------------- | ------------- | ------------- | ------------ | ---------- |
| Sachsen-Rallye           | Zwickau                  | 28.–29. 4.+ |            |             | 7.–9. 5.       | 28.–29. 5.     | 12. –14. 5.   |               | 2.–4. 5.     | 9.–10. 5.  |
| Rallye Erzgebirge        | Stollberg                | 26.–27. 5.  | 27.–29. 4. |             |                |                |               |               |              |            |
| Rallye Baden-Württemberg | Geislingen an der Steige | 14.–15. 7.  | 20.–21.7.  | 27.–28. 6.  | 26.–27. 6.     |                |               |               |              |            |
| Niederbayern-Rallye      | Außernzell               | 1.–2. 9.    |            | 29.–30. 8.  | 28.–29. 8.     | 27.–28. 8.     | 26.–27. 8.    | 30. 8.–1. 9.  | 30.–31. 8.   | 29.–30. 8. |
| Rallye Thüringen         | Pößneck                  | 29.–30. 9.  | 14.–15. 9. | 26.–27. 9.+ | 12.–13. 6.     | 18.–19. 6.     | 3.–4. 6.      | 7. 6. – 9. 6. | 30. 5.–1. 6. |            |
| Lausitz Rallye           | Boxberg                  | 19.–21. 10. |            |             |                | 15. – 16. 10.  | 30. 9.–1. 10. |               |              |            |
| Herbst Rallye            | Leiben                   |             | 5.–6. 10.  | 3.–4. 10.   | 2.–3. 10.      | 1. – 2. 10.    |               |               |              |            |
| Mohren-Rallye Eisenberg  | Eisenberg                |             | 3. 11.     | 1. 11.      | 28. 2.         |                |               |               |              |            |
| Rallye Wartburg          | Eisenach                 |             | 1.–3. 8.   | 1.–3. 8.    | 31. 7. – 2. 8. | 30. 7. – 1. 8. | 5.–7. 8.      | 10.–12. 8.    | 9.–11. 8.+   |            |
| Rallye Zwickauer Land    | Zwickau                  |             |            |             |                | 18. 9.         |               |               |              |            |
| Rallyesprint.eu          | Storndorf                |             |            |             |                | 29.–30. 10.    | 28.–29. 10.   |               |              |            |
| Rally Lužické hory       | Hrádek nad Nisou         |             |            |             |                |                |               | 27.–28. 4.    |              |            |
| Rally Bohemia            | Mladá Boleslav           |             |            |             |                |                |               | 13.–15. 7.+   |              |            |
| Rally Příbram            | Příbram                  |             |            |             |                |                |               |               | 4.–5. 10.+   |            |

+Soutěž byla předčasně ukončena po tragické nehodě

## Celkové vítězství
| Rok  | Jezdec            | Spolujezdec       | Automobil                          |
| ---- | ----------------- | ----------------- | ---------------------------------- |
| 2006 | Matthias Kahle    | Peter Göbel       | Škoda Fabia WRC                    |
| 2007 | Michael Abendroth | Peter Huber       | Honda Civic Type R (EP3)           |
| 2008 | Thomas Robel      | Henry Wichura     | Honda Integra Type R               |
| 2009 | Robert Pritzl     | Christina Kohl    | Subaru Impreza WRX STI (2000–2007) |
| 2010 | Olaf Dobberkau    | Alexandra König   | Porsche 911 GT3                    |
| 2011 | Robert Stöber     | Thomas Wölfel     | VW Lupo GTI                        |
| 2012 | Hendrik Raschke   | Jan Härtl         | Honda Civic Type R (EP3)           |
| 2013 | Jürgen Geist      | Sebastian Glatzel | BMW M3 E36                         |